# 스태튼아일랜드 평화 회의

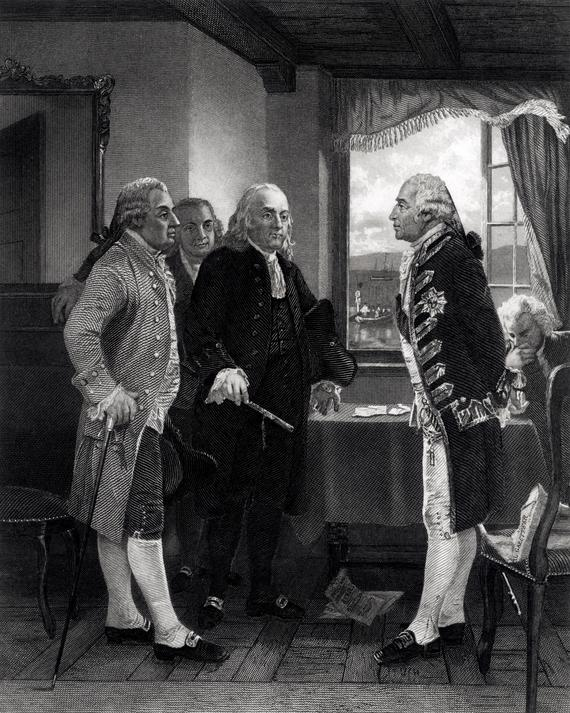
콘퍼런스를 묘사한 알론조 채플의 판화

스태튼아일랜드 평화 회의(영어: Staten Island Peace Conference)는 영국 왕실과 반항적인 북아메리카 식민지 대표들 사이에 열린 비공식적인 외교 회의로, 갓 시작된 미국 독립 혁명을 신속하게 끝내기 위한 희망에서 개최되었다. 이 회의는 영국이 롱아일랜드를 점령한 지 며칠 후이자, 공식적인 미국 독립선언이 있은 지 채 3개월도 되지 않은 1776년 9월 11일에 열렸다. 회의는 뉴욕 스태튼아일랜드에 위치한 왕당파 대령 크리스토퍼 빌롭의 저택인 빌롭 매너에서 개최되었다. 참석자들은 영국 해군 제독 리처드 하우 경과 대륙회의의 의원들인 존 애덤스, 벤저민 프랭클린, 그리고 에드워드 러틀리지였다.
식민지의 영국 지상군 지휘관으로 임명된 하우 경은 평화적으로 분쟁을 해결할 권한을 얻으려 노력했다. 그러나 그의 협상 권한은 의도적으로 극히 제한적이었고, 이는 의회 대표단이 즉각적인 해결에 대해 비관적으로 생각하게 만들었다. 미국인들은 자신들이 최근 선언한 독립의 인정을 요구했지만, 하우는 이를 승인할 수 없었다. 단 세 시간 만에 대표단은 철수했고, 영국은 뉴욕을 통제하기 위한 군사 작전을 재개했다.

## 배경

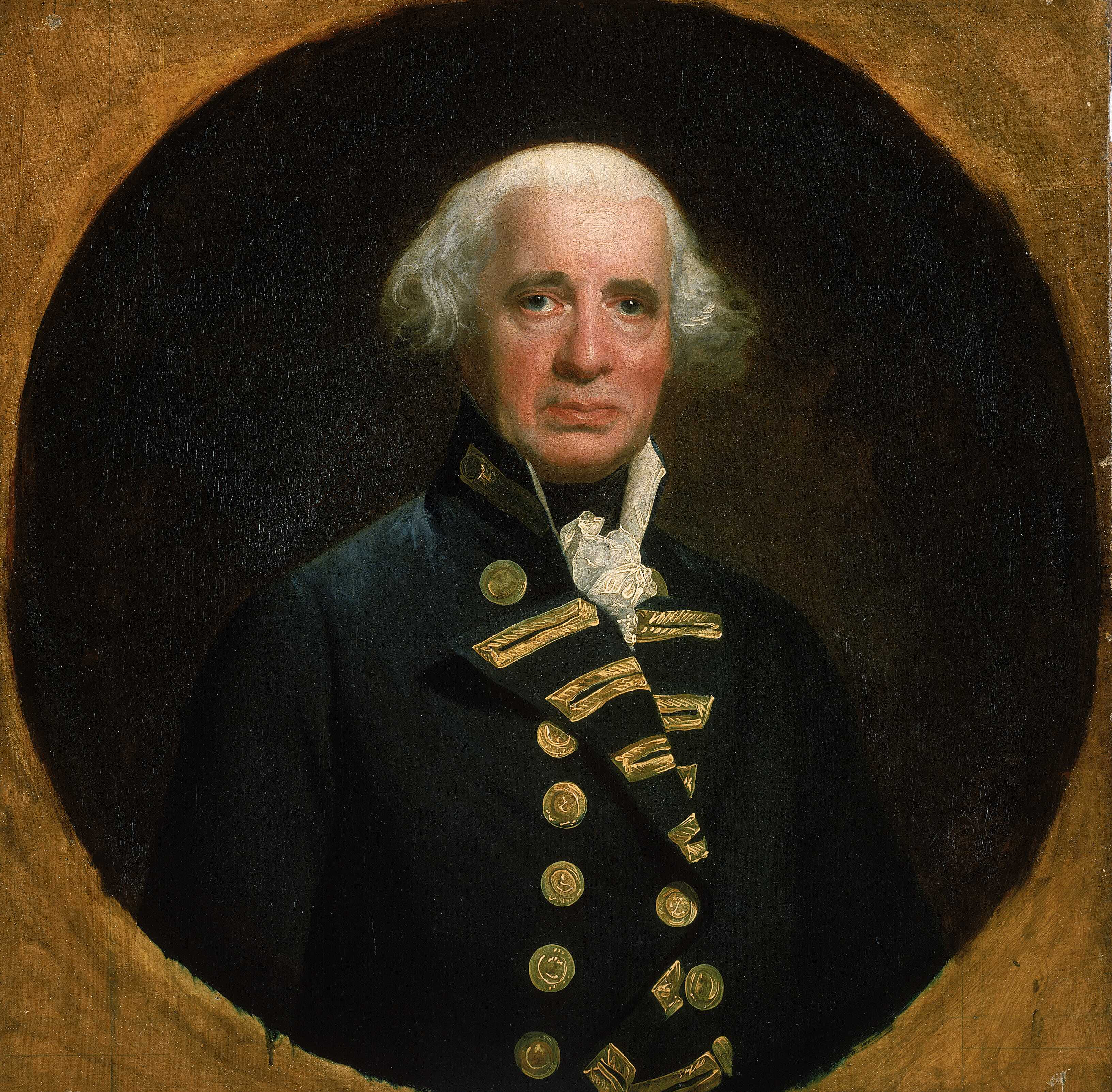
리처드 하우 제독은 회의를 제안하고 영국을 대표했다.

1775년 말과 1776년 초에 영국 당국이 반란을 일으킨 북아메리카 식민지를 어떻게 처리할지 계획할 때, 그들은 뉴욕을 점령하기 위해 대규모 군사 원정대를 파견하기로 결정했다. 리처드 하우 제독과 윌리엄 하우 장군 두 형제는 각각 해군과 육상 작전의 지휘를 맡았다. 그들은 더 이상의 폭력 없이 분쟁을 종식시키는 것이 여전히 가능하다고 믿었기 때문에, 하우 형제는 군사적 역할 외에 외교적 권한도 부여받기를 주장했다.
하우 제독은 이전에 1774년과 1775년에 벤저민 프랭클린과 식민지 불만에 대해 비공식적으로 논의했지만, 해결되지 않았다. 하우 장군은 식민지 과세 문제가 의회의 최고 권한을 유지하는 방식으로 해결될 수 있다고 믿었다.
처음에는 조지 3세가 마지못해 하우 형제에게 제한적인 권한을 부여하는 데 동의했지만, 조지 저메인 경은 대표 없이 과세 없다 또는 이른바 참을 수 없는 법으로부터의 식민지 요구에 굴복하는 것으로 비춰질 수 있는 어떠한 권한도 하우 형제에게 주지 말아야 한다고 주장하며 더 강경한 입장을 취했다. 그 결과, 하우 형제는 실질적인 양보가 아닌 사면과 대사면을 발표할 권한만 부여받았다. 또한 위원들은 대륙회의의 해체, 전전 식민지 의회의 재설립, 노스 경의 온건 결의의 자치 과세 조건 수용, 그리고 식민지 불만에 대한 추가 논의 약속을 추구해야 했다. 적대 행위가 끝나고 식민지 의회가 의회 주권을 명시적으로 인정하기 전에는 어떤 양보도 할 수 없었다.

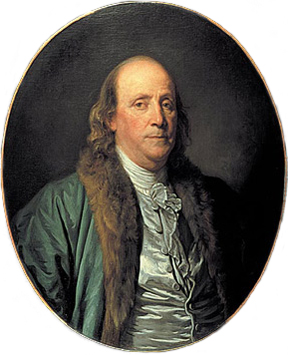
벤저민 프랭클린과 하우 경은 이전에 식민지 불만에 대해 논의했다.

1776년 7월 함대가 도착한 후, 하우 제독은 대륙육군 사령관 조지 워싱턴과 여러 차례 소통을 시도했다. 워싱턴에게 편지를 전달하려는 두 차례의 시도는 하우가 워싱턴의 직함을 인정하기를 거부했기 때문에 거절당했다. 그러나 워싱턴은 하우의 부관 중 한 명인 제임스 패터슨 대령과 직접 만나기로 동의했다. 7월 20일 회의에서 워싱턴은 하우 형제의 외교적 권한이 본질적으로 사면을 부여하는 것으로 제한된다는 것을 알게 되었다. 워싱턴은 미국인들이 어떤 잘못도 저지르지 않았으므로 사면을 받을 필요가 없다고 답했다.
하우 경은 벤저민 프랭클린에게 휴전 제안과 사면 제안을 상세히 설명하는 편지를 보냈다. 프랭클린이 7월 30일 의회에서 편지를 읽은 후, 그는 제독에게 "피해를 입은 식민지들에게 사면을 제안하는 것은 우리의 분노를 증가시키는 것 외에는 아무런 효과도 없을 것입니다. 가장 무자비하고 잔인하게 우리의 무방비 도시를 불태우고,... 야만인들을 선동하여 평화로운 농부들을 학살하고, 우리의 노예들이 주인들을 살해하도록 부추겼으며, 지금도 외국 용병을 데려와 우리의 정착지를 피로 물들이고 있는 정부에 복종할 수는 없습니다."라고 답장을 보냈다. 그는 또한 "당신은 한때 화해가 이루어질 것이라는 기대를 주었습니다."라고 지적했다. 하우는 프랭클린의 강한 반응에 다소 당황한 듯했다.
"어떤 이들은 이것이 우리가 절실히 원하는 군사 작전의 지연을 가져올 것이라고 생각합니다. 저는 그렇게 생각하지 않습니다. 어떤 이들은 이것이 전쟁을 계속하는 비난을 명확히 그의 영주님과 그의 주인에게 돌릴 것이라고 생각합니다. 저도 그러기를 바랍니다. 또 다른 이들은 이것이 토리당원들을 침묵시키고 소심한 휘그당원들을 확고히 할 것이라고 생각합니다. 저도 이것을 바라지만, 기대하지는 않습니다. 이 모든 주장들과 이만큼 강력한 다른 스무 가지 주장들이 의회가 결정하지 않았다면 저에게 필요성, 적절성, 유용성을 납득시키지 못했을 것입니다. 저는 처음부터 끝까지 반대했습니다. 모든 측면에서 저를 보내기로 동의했습니다. 이 외교에 대해 더 많은 것을 듣게 될 것입니다. 충분히 유명해질 것입니다."
1776년 8월 27일 롱아일랜드 전투에서 영국군은 서부 롱아일랜드 (현대 뉴욕 브루클린)를 성공적으로 점령하여 워싱턴이 군대를 맨해튼으로 철수시키도록 만들었다. 이후 하우 장군은 점령지를 강화하기 위해 잠시 멈췄고, 형제는 외교적 제안을 하기로 결정했다. 전투 중에 그들은 존 설리번 소장을 포함한 몇몇 고위 대륙육군 장교들을 포로로 잡았다. 하우 형제는 설리번에게 대륙회의 의원들과의 회의가 성과를 거둘 수 있다고 설득하여, 그를 가석방하여 필라델피아에 있는 의회에 메시지를 전달하게 했다. 이 메시지는 영국과 반란 식민지 간의 무력 분쟁을 종식시키기 위한 비공식 회의를 제안하는 내용이었다. 설리번의 의회 연설 후, 존 애덤스는 이 외교적 시도를 "미끼 오리"라고 부르며 냉소적으로 논평했고, 영국이 설리번을 보내 "우리가 독립을 포기하도록 유혹하고 있다"고 비난했다. 다른 이들은 이것이 의회에 전쟁을 장기화시킨 책임을 전가하려는 시도로 보인다고 언급했다.
그러나 의회는 의원 3명(애덤스, 벤저민 프랭클린, 에드워드 러틀리지)을 하우 경과의 회의에 파견하기로 동의했다. 그들은 "몇 가지 질문을 하고 [하우의] 답변을 듣도록" 지시받았을 뿐, 그 이상의 권한은 없었다. 하우는 위원회의 제한된 권한을 알게 되자 잠시 회의를 취소할 것을 고려했지만, 동생과 논의한 후 진행하기로 결정했다. 위원들 중 누구도 회의가 어떤 결과도 가져오지 않을 것이라고 믿지 않았다.
하우 경은 처음에는 영국 정책이 의회를 합법적인 권위로 인정하지 않았기 때문에 그들을 개인 자격으로 만나려 했다. 회의가 열리기 위해 그는 의회의 공식 대표로 인정받고자 하는 미국 측 요구에 동의했다.

## 회의

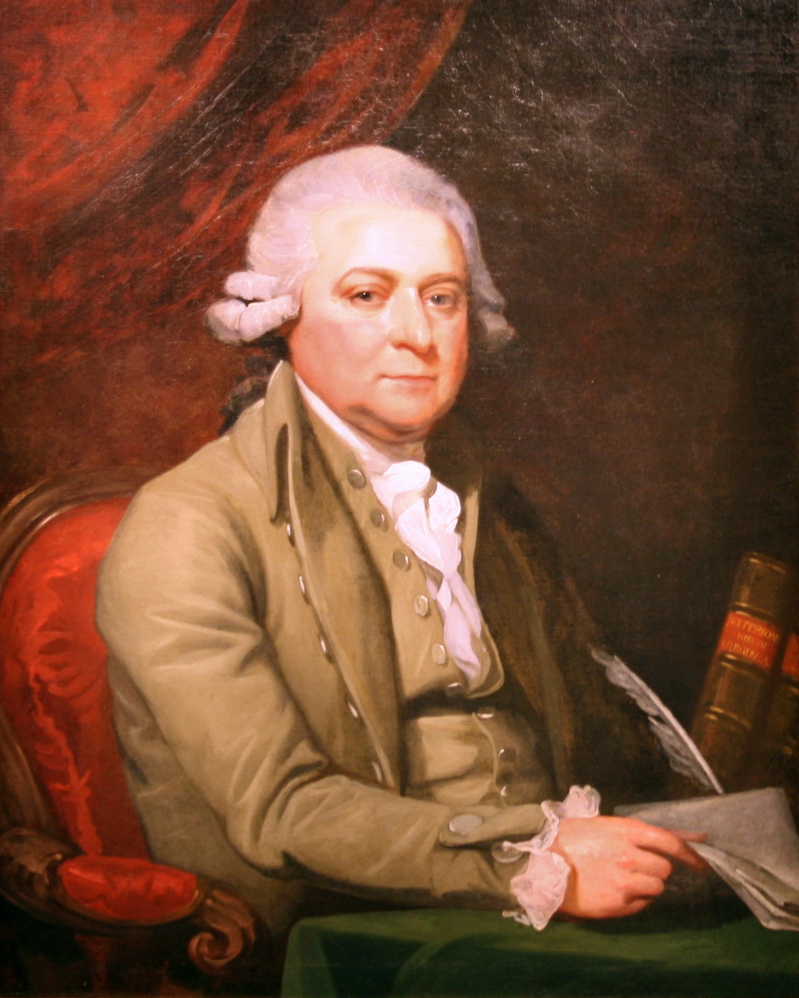
존 애덤스는 회의가 성공할 것이라고 믿지 않았다.

스태튼아일랜드의 크리스토퍼 빌롭의 집이 회의 장소로 선정되었다. 이 집은 영국군이 병영으로 사용하기 위해 점령하여 더러운 상태였지만, 한 방은 청소되고 회의를 위해 준비되었다. 준비 사항에는 회의 동안 미국 측에 영국군 장교 한 명을 인질로 남겨두는 것도 포함되었다. 의회 대표단은 그를 미국 진영에 남겨두는 대신, 자신들과 동행하도록 초대했다. 도착하자 대표단은 헤센 군인들의 줄을 지나 집으로 안내되었고, 애덤스에 따르면 그곳에서 클라레, 햄, 양고기, 혀 요리가 대접되었다.
회의는 세 시간 동안 진행되었지만, 양측은 공통점을 찾지 못했다. 미국인들은 어떤 협상이라도 최근 선언된 독립을 영국이 인정해야 한다고 주장했다. 하우 경은 그 요구를 충족시킬 권한이 없다고 밝혔다. 에드워드 러틀리지가 그에게 설리번이 주장했던 식민지 해상 봉쇄를 승인한 금지법을 폐지할 권한이 있는지 물었을 때, 하우는 주저하며 설리번이 잘못 알았다고 주장했다. 하우의 권한에는 식민지들이 의회가 부과한 세금 대신 정해진 기여금을 내기로 동의하면 법의 집행을 중단할 수 있는 능력이 포함되었다. 하지만 식민지들이 먼저 적대 행위를 끝내기로 동의하지 않으면 아무것도 할 수 없었다.
회의 대부분의 시간 동안 양측은 예의를 지켰다. 그러나 하우 경이 미국의 상실을 "형제를 잃는 것과 같이" 느낄 것이라고 표현했을 때, 프랭클린은 그에게 "저희는 각하께서 그러한 모욕을 당하지 않도록 최선을 다할 것입니다."라고 알렸다.
하우 경은 불행하게도 미국 대표들을 영국 신민으로밖에 볼 수 없다고 말했다. 애덤스는 "각하께서 저를 원하시는 대로 보십시오,... 영국 신민은 빼고요."라고 답했다. 하우 경은 애덤스를 지나 프랭클린과 러틀리지에게 말했다. "애덤스 씨는 단호한 인물로 보입니다."

## 그 후

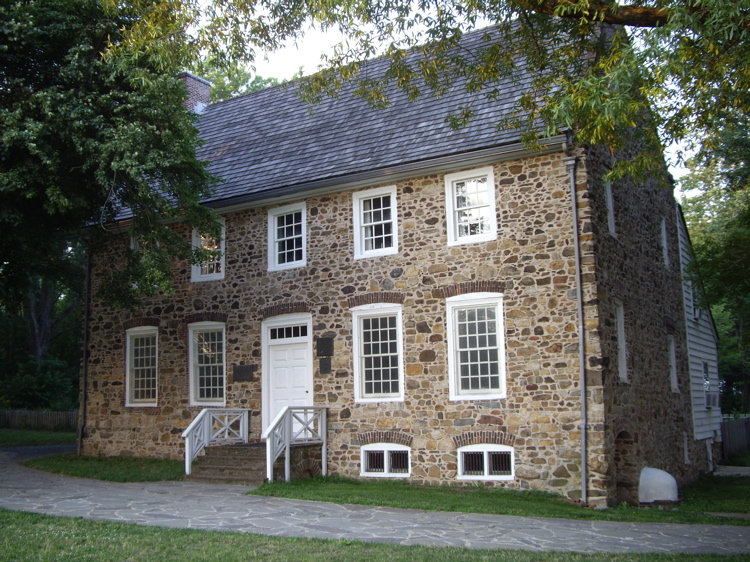
콘퍼런스 하우스

의원들은 필라델피아로 돌아와 하우 경이 "우리에게 할 제안이 없다"며 "미국은 완전하고 무조건적인 복종 외에는 아무것도 기대할 수 없다"고 보고했다. 존 애덤스는 몇 년 후에 자신의 이름이 하우 형제가 제시할 수 있는 어떤 사면 제안에서도 특별히 제외된 사람들의 명단에 올라 있었다는 것을 알게 되었다. 의회는 위원회의 보고서를 논평 없이 발표했다. 하우 경이 회의에 대한 설명을 발표하지 않았기 때문에 많은 사람들은 회의 결과가 영국의 약점의 징후라고 인식했지만, 많은 왕당파와 일부 영국 관찰자들은 의회 보고서가 회의를 왜곡했다고 의심했다.
한 영국 평론가는 회의에 대해 다음과 같이 썼다. "그들은 만났고, 이야기했고, 헤어졌다. 이제 남은 것은 싸워서 해결하는 것뿐이다." 하우 경은 회의의 실패를 동생에게 보고했고, 둘 다 뉴욕 시를 위한 작전을 계속할 준비를 했다. 회의 4일 후, 영국군은 맨해튼에 상륙하여 뉴욕 시를 점령했다.
외교 임무와 그 행동에 대한 의회 논쟁은 일부 야당 휘그당 의원들이 의회 절차를 사실상 보이콧하도록 만들었다. 다음 주요 평화 노력은 1778년에 영국이 위원회를 칼라일 백작의 지휘 아래 점령된 필라델피아로 보냈을 때 일어났다. 그들은 의회와 단체로서 협상할 권한을 부여받았고, 자치령 지위와 거의 동등한 자치권을 제안했다. 이 노력은 필라델피아에서 영국군이 철수할 계획과 위원들이 부여할 권한이 없는 미국 측의 요구로 인해 약화되었다.
회의가 열렸던 집은 현재 시립 공원인 콘퍼런스 하우스 공원 내의 박물관으로 보존되어 있다. 이 곳은 미국 국립역사기념물이며, 미국 국립사적지에 등재되어 있다.